# Совет по международным исследованиям и обменам
IREX (Совет международных научных исследований и обменов) — международная некоммерческая организация, специализирующаяся на глобальном образовании и развитии. IREX работает с партнерами более чем в 100 странах мира.

## История
IREX была совместно основана в 1968 году Американским советом научных обществ, Фондом Форда, советом по исследованиям в области социальных наук и Государственным департаментом США. IREX вела научные обмены между США и Советским Союзом до падения «железного занавеса».
После распада Советского Союза IREX реализовал проекты по поддержке демократических реформ и укреплению организаций. IREX управляет программами по проведению образовательных обменов, укреплению гражданского общества в развивающихся странах, расширению доступа в Интернет, а также по обучению и поддержке журналистов и СМИ.

## Программы
IREX разрабатывает и реализует программы, ориентированные на гражданское общество, образование, гендерное равенство, политическое управление, лидерство, СМИ, технологии и молодежь.
Эти программы включают в себя Вашингтонскую стипендию Манделы для молодых африканских лидеров World Smarts STEM Challenge и проект «Изучай и различай», который разработан для того, чтобы помочь гражданам распознавать дезинформацию и фейковые новости.